# Polyblastus pacayae
Polyblastus pacayae är en stekelart som beskrevs av Ian D. Gauld 1997. Polyblastus pacayae ingår i släktet Polyblastus och familjen brokparasitsteklar. Inga underarter finns listade i Catalogue of Life.